# Santo Bugito
Santo Bugito è una serie animata statunitense del 1995, andata in onda su CBS e creata da Arlene Klasky. La serie è composta da soli tredici episodi e narra le vicende di una comunità di insetti.

## Trama
Santo Bugito si svolge in un piccolo paesino di confine tra il Texas e il Messico, popolato da vari insetti antropomorfi. Carmen De La Antchez è la protagonista dello show, una formica che tiene un ristorante nella cittadina con il marito, Paco. Il paese è popolato anche da due mosche americane chiamate Clem e Burt, una pulce chiamata Lencho, una cinica termite artista chiamata Eaton Woode, una farfalla chiamata Rosa col suo fidanzato Miguel ancora nel bozzolo, un'entusiasta damigella chiamata Amelia, un grosso rincote chiamato Ralph e un professore mantide che occasionalmente interrompe lo show.

## Episodi
1. Api assassine (Load O' Bees)
2. Sue City
3. Splitsville
4. The Carmen Tango
5. Cupid Vs. Clem (Cupido contro Clem)
6. Swiped
7. A Widow Goes a Long Way
8. The Carnivore Kid
9. Lost Cause
10. How To Eat People and Make New Friends
11. My Name Is Revenge
12. Bugged Bug
13. Buenos Roaches

## Doppiaggio
| Personaggio   | Doppiatori originali | Doppiatori italiani |
| ------------- | -------------------- | ------------------- |
| Carmen        | Marabina Jaimes      | Doriana Chierici    |
| Paco          | Tony Plana           | Gerolamo Alchieri   |
| Eaton         | Charlie Adler        | Gil Baroni          |
| Amelia        | Joan Van Ark         | Eliana Lupo         |
| Ralph         | George Kennedy       | Franco Chillemi     |
| Mothmeyer     | Henry Gibson         | Marcello Mandò      |
| Rosa          | Candi Milo           | Paola Giannetti     |
| Il professore | David Paymer         | Oliviero Dinelli    |